# Contea di Hempstead
La contea di Hempstead, in inglese Hempstead County, è una contea dello Stato dell'Arkansas, negli Stati Uniti. La popolazione al censimento del 2000 era di 23 587 abitanti. Il capoluogo di contea è Hope.

## Geografia fisica
La contea si trova nella parte sud-occidentale dell'Arkansas. L'U.S. Census Bureau certifica che l'estensione della contea è di 1920 km², di cui 1888 km² composti da terra e i rimanenti 33 km² composti di acqua.

### Contee confinanti
- Contea di Pike (Arkansas) - nord
- Contea di Nevada (Arkansas) - est
- Contea di Lafayette (Arkansas) - sud
- Contea di Miller (Arkansas) - sud-ovest
- Contea di Little River (Arkansas) - ovest
- Contea di Howard (Arkansas) - nord-ovest

### Principali strade ed autostrade
- Interstate 30
- U.S. Highway 67
- U.S. Highway 278
- U.S. Highway 371
- Highway 4
- Highway 27
- Highway 29
- Highway 32
- Highway 73

## Storia
La contea di Hempstead fu costituita nel 1818.

## Città e paesi
| - Blevins - Clow - Fulton - Hope | - McCaskill - McNab - Oakhaven - Ozan | - Patmos - Perrytown - Washington |